# イットリウムラブドフェン
イットリウムラブドフェン（Rhabdophane-(Y)）は2012年に発表された日本産新鉱物で、九州大学の鉱物学者高井康宏と上原誠一郎により、佐賀県玄海町の玄武岩から発見された。 化学組成はYPO4・H2Oで、六方晶系。ラブドフェン (Rhabdophane) グループに属し、他にはランタン・セリウム・ネオジム を主とする種が知られている。含まれる希土類元素がイットリウムを主としていることから、学名には -(Y) を付けることが決められている。和名には学名がそのまま用いられている。